# قول توره

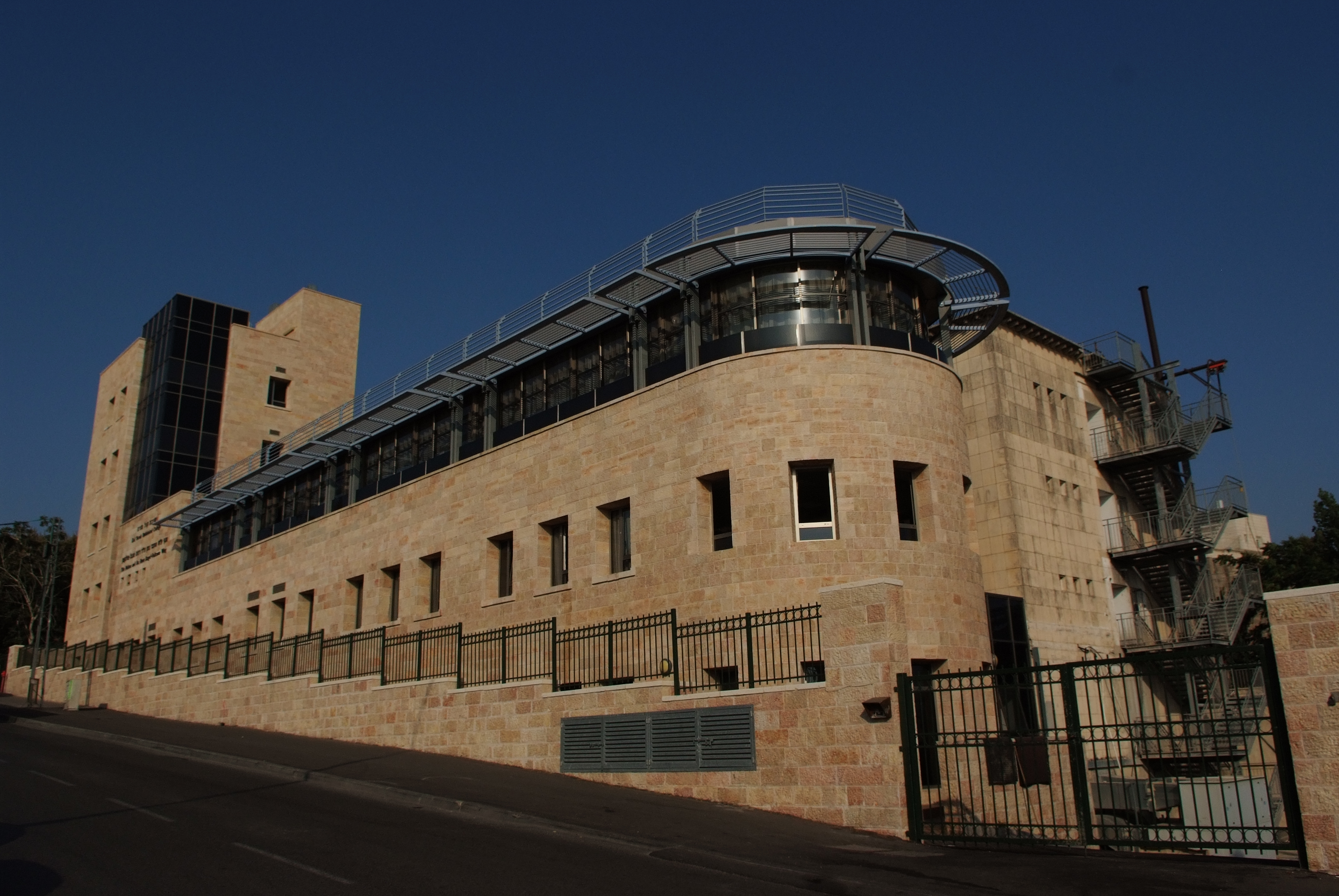
اليشيفا قول توره

قول توره)بلغة عبرية קול תורה صوت التوراة) هي يشيفا)مدرسة يهودية دينية) في مدينة القدس.

## أنشأت اليشيفا
تأسست ال يشيفا في عام 1939 من قبل اثنين من حاخامات من ألمانيا، حاخام د. يحيئيل شليزينغير وحاخام باروخ قونشتات

## فترة «بيت صابء»
لسنوات عديدة كانت تقع اليشيفا في «بيت صابء» في الشارع المشهور «الملك جورج» في القدس. وقالت إنها اشترت المبنى من عائلة صابء من بيت لحم. من شرط البيع كان الي الآرض عليه البنء تنقي تبع عائلة صابء. أيضا، شروط أخرى كان ان السيدة صابء كبيرة السين تواصل تسكن في مبنى اليشيفا. التلاميذ احتراما لها كتير، وهاذي المكان صار مثال لالسلام واحترام بين اليهود والعرب.

## التلاميذ والعمال

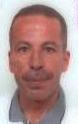
سيد مروان ميما، مدير الصيانة في قول توره

بين تلاميذ قول توره موجودين كثير من الناس الشهيرة في العالم التوراهي والرباني. كثير من عمالها ساكنين في القدس الشرقية ويكسبو العيشهم سنوات عديدة بكرامة.

## اليشيفا حاليا
اليشيفا حاليا فيها قرب من الف تلاميذ من كل حول العلم. برئيسة قول توره يوقف ابنه المؤسس، الحاحم د. موسى شليزينكير.